# Besnik Bekteshi
Besnik Bekteshi, född den 11 augusti 1941 i Shkodra i Albanien, albansk politiker under kommunisttiden.
Besnik Bekteshi utbildade sig till byggnadsingenjör vid Tiranas universitet och deltog i byggandet av dammar och kraftverk. Han blev medlem i Albaniens arbetarparti 1973 och var från 1981 medlem i centralkommittén. Han blev invald i parlamentet 1982 och var vice statsminister 1982–1989. Han var fullvärdig medlem av politbyrån från 1986 fram till det kommunistiska sammanbrottet i början av 1990-talet. Han dömdes 1993 till sex års fängelse för förskingring av statens pengar.